# Nelly Moore
Nelly Moore ou Eleanora Moore (1844/45 – 12 de janeiro de 1869) foi uma atriz britânica que faleceu jovem.

## Vida
Moore morreu em Londres em 1869, aos 24 anos, vítima de febre tifoide. Atuou primeiramente em Manchester e apareceu na primeira exibição de Cupid's Ladder, de Leicester Buckingham, realizada no Teatro do St James [en], em Londres. Depois disso, voltou a trabalhar sob a direção de Alfred Wigan como Margaret Lovell em Up at the Hills, de Tom Taylor. Em sua vida curta, Moore apareceu na primeira exibição de várias apresentações notáveis no Teatro Haymarket, Queen's and the Princesses. Uma de suas apresentações comoveu Henry Sambrooke Leigh a escrever um verso em sua honra. Veio de uma família de atores. Sua biografia foi incluída no Dicionário da Biografia Nacional.